# Тофизопам
Тофизопа́м — анксиолитическое лекарственное средство (транквилизатор) из группы производных бензодиазепинов. Обладает выраженным анксиолитическим действием, при этом снотворный, седативный, противосудорожный и мышечно-расслабляющий эффекты выражены слабо, поэтому тофизопам относится к «дневным» транквилизаторам.
Возникающие эффекты от приема препарата обусловлены стимуляцией в мозге бензодиазепиновых рецепторов. Возбуждение данных рецепторов повышает восприимчивость ГАМК-рецепторов к медиатору. По итогу усиливается ГАМК-ергическая передача. Это значит, что хлорные каналы работают усиленнее, также увеличивается гиперполяризация мембран нейронов, активность же нейронов наоборот снижается.
Расслабляющее действие обуславливается влиянием на миндалевидный комплекс лимбической системы, что выражается в снижении эмоционального напряжения, уменьшении тревоги, страха, беспокойства.
Успокоительный эффект обусловлен влиянием на ретикулярную формацию ствола головного мозга и неспецифические ядра таламуса. Он проявляется в сокращении симптоматики невротического происхождения (тревоги, страха).
На продуктивную симптоматику психотического генеза (острые бредовые, галлюцинаторные, аффективные расстройства) почти не влияет, крайне редко встречается снижение аффективной напряженности, бредовых расстройств.
Противосудорожное действие реализуется путем усиления пресинаптического торможения, подавляет распространение судорожной активности, но не снимается возбужденное состояние очага.
Центральное миорелаксирующее действие обусловлено торможением полисинаптических спинальных афферентных тормозящих путей (в меньшей степени и моносинаптических). Возможно и прямое торможение двигательных нервов и функции мышц.

## Общие сведения
Белый с желтоватым оттенком кристаллический порошок. Практически нерастворим в воде, трудно растворим в этаноле.
Препарат получен в результате атипичного химического преобразования молекулы диазепама. Как и другие бензодиазепины, обладает транквилизирующей активностью, но отличается рядом свойств: не вызывает сонливости, не оказывает миорелаксирующего и противосудорожного действия. Ввиду существенного отличия химической структуры от прочих бензодиазепинов почти не вызывает перекрестного привыкания и синдрома отмены при должном контроле во время приема и соблюдении дозировок.

## Применение
Применяют при неврозах и неврозоподобных состояниях, сопровождающихся напряжением, вегетативными расстройствами, умеренно выраженным страхом, а также при состояниях, характеризующихся апатией, пониженной активностью. Показан также при синдроме алкогольной абстиненции, не потенцирует действие алкоголя.
При лечении тофизопамом возможно развитие повышенной возбудимости, диспепсические явления, аллергические реакции (кожный зуд, сыпь), что требует отмены препарата или уменьшения дозы. Не следует назначать препарат женщинам в первые 3 мес. беременности (тератоген). Необходимо соблюдать осторожность при назначении препарата лицам, работа которых требует быстрой психической и двигательной реакции.

## Противопоказания
Гиперчувствительность (в том числе к другим бензодиазепинам), психозы и психопатии с выраженным психомоторным возбуждением, агрессивностью или глубокой депрессией; декомпенсированная дыхательная недостаточность, синдром остановки дыхания во сне (в анамнезе), одновременное применение с такролимусом, сиролимусом, циклоспорином; беременность (I триместр), грудное вскармливание, возраст до 18 лет.

## Ограничения к применению
Декомпенсированный хронический респираторный дистресс-синдром, острая дыхательная недостаточность в анамнезе, закрытоугольная глаукома, эпилепсия, органические поражения головного мозга (например атеросклероз).

## Побочные действия
Со стороны нервной системы и органов чувств: головная боль, психомоторное возбуждение, раздражительность, агрессивность, повышенная возбудимость, расстройство сна; иногда — спутанность сознания, судорожные припадки у больных эпилепсией.
Со стороны респираторной системы: угнетение дыхания.
Со стороны органов ЖКТ: снижение аппетита, тошнота, сухость во рту, гастралгия, диспепсия, повышенное отделение газов, запор; в отдельных случаях — застойная желтуха.
Со стороны опорно-двигательного аппарата: напряжение мышц, мышечная боль.
Аллергические реакции: кожный зуд, экзантема.

## Меры предосторожности
При появлении аллергической реакции или серьезных нарушений сна прием следует прекратить. Для предупреждения расстройства засыпания рекомендуется последний раз принимать препарат не позднее 15-16 ч.
Следует учитывать, что у пациентов с задержкой психического развития, пожилых больных, а также имеющих нарушения функции почек и/или печени, чаще, чем у других пациентов, могут наблюдаться побочные эффекты.
Не рекомендуется применять тофизопам при хроническом психозе, фобии или навязчивых состояниях. В этих случаях возрастает риск суицидальных попыток и агрессивного поведения. Поэтому тофизопам не рекомендован в качестве монотерапии депрессии или депрессии, сопровождающейся тревогой.
Необходима осторожность при лечении пациентов с деперсонализацией, а также органическим поражением головного мозга (например атеросклерозом). Постоянный врачебный контроль требуется при назначении пациентам с миастенией.
У больных эпилепсией тофизопам может повышать порог судорожной готовности.
Тофизопам не вызывает существенного уменьшения способности к концентрации внимания. Вопрос о возможности управления транспортными средствами решается после оценки индивидуальной реакции пациента на препарат.